# Total War: Shogun 2
Total War: Shogun 2 este de un joc video de strategie din 2011, acțiunea desfășurându-se în Japonia medievală. Shogun 2 este consacrat epocii provinciilor combatante, perioada a Japoniei feudale din secolul al XVI-lea..

## Descriere
Shogun 2 nu a fost schimbat în mod semnificativ în raport cu Napoleon: Total War, și este o evoluție adecvată din seria Total War. Jocul este o combinație între strategie pe runde și bătălii tactice în timp real. Conducerea statului (în terminologia Total War, "fracțiune") se desfășoară pe harta strategică pe ture. Jucătorul este angajată în cercetare, explorare, economie, religie, și alte aspecte importante ale statului. Bătăliile terestre și maritime au loc în timp real.
Jocul are loc pe trei dintre cele patru insule japoneze principale, Honshu, Shikoku și Kyushu, și se include în intervalul perioadei Sengoku. În rolul Daimyo, liderul uneia dintre facțiuni, jucătorul trebuie să lupte, să se implice în politica economică și să mențină un joc diplomatic pentru a atinge obiectivul principal al jocului: unificarea Japoniei medievale într-un singur stat sub conducerea clanului jucător.
În joc există 11 clanuri japoneze pe care jucătorul le poate alege:
- Clanul Chosokabe locuiește în provincia Tosa și este specializat în recrutarea de arcași;
- Clanul Date locuiește în provincia Iwate și este specializat în recrutarea de samurai cu ōdachi;
- Clanul Hojo locuiește în provinciile Izu și Sagami și este specializat în construcți și arme de asediu;
- Clanul Mori locuiește în provincia Aki și este specializat în unități navale;
- Clanul Oda locuiește în provincia Owari și este specializat în recrutarea de ashigaru;
- Clanul Shimazu locuiește în provincia Satsuma și este specializat în recrutarea de samurai cu katana;
- Clanul Takeda locuiește în provincia Kai și este specializat în cavalerie;
- Clanul Tokugawa locuiește în provincia Mikawa și este specializat în relațiile diplomatice și în recrutarea de ninja;
- Clanul Uesugi locuiește în provincia Echigo și este specializat în recrutarea de călugări budiști și de sohei;
- Clanul Otomo locuiește în provinciile Bungo și Buzen și este specializat în arme de foc europene;
- Clanul Ikko-Ikki locuiește în provinciile Echizen și Kaga și este specializat în recrutarea de sohei și de ronini;